# Charles Derosne
Pour les articles homonymes, voir Derosne.
 (décembre 2021).
Si vous disposez d'ouvrages ou d'articles de référence ou si vous connaissez des sites web de qualité traitant du thème abordé ici, merci de compléter l'article en donnant les références utiles à sa vérifiabilité et en les liant à la section « Notes et références ».
Louis Charles Derosne est un pharmacien, chimiste et industriel français né à Paris en 1780 et mort en 1846.

## Biographie
Louis-Charles Derosne est né le 23 janvier 1780 (ou 1779). Ses parents, qui se sont mariés en 1770, sont François Derosne (1743-1796), maître en pharmacie et associé de son cousin Louis-Claude Cadet de Gassicourt dans la pharmacie « Cadet-Derosne » du 115, rue Saint-Honoré, et Anne Godefroy. Louis-Charles est le second garçon de la famille, son ainé étant Jean-François né le 18 juillet 1774.
Il fut l'un des premiers en France à fabriquer le sucre de betterave en 1811 peu après Benjamin Delessert. Il obtint le noir animal par la fabrication des os, reconnut la propriété décolorante du charbon et l'appliqua à la purification des sirops de sucre (1813). Il fonda un atelier en 1818 pour la fabrication d'appareils de distillation 7, rue des Batailles (à l'emplacement de l'actuelle avenue d'Iéna) à Chaillot. 
Cet atelier relativement modeste fut transformé et étendu par association avec Jean-François Cail, en un établissement pour la construction d'appareils de sucrerie, de machines à vapeur de locomotives, de presses monétaires et de machines-outils, la Société Ch.Derosne et Cail. L'entreprise se développa avec création d'usines à Denain, Bruxelles, Valenciennes, Douai, Amsterdam et à Grenelle à proximité de l'usine de Chaillot sur l'autre rive de la Seine et devint une des plus importantes du monde avec plus de 1 200 ouvriers mécaniciens. 
L'usine de Chaillot qui fut détruite par un incendie en 1865 et transférée dans celle du quai de Grenelle, à Paris 15e, était dans les années 1850 et 1860 la plus grande usine de la capitale.
Charles Derosne a traduit de l'allemand le Traité de Franz Karl Achard sur le sucre de betterave.
Adolphe Lebaudy épouse sa fille Laure Eugénie en 1836.